# UEFA EURO 2016予選・グループI
このページは、UEFA EURO 2016予選のグループIの結果をまとめたものである。このグループは、ポルトガル、デンマーク、セルビア、アルメニア、マルタの5カ国からなる。
1位および2位チームはそのままUEFA EURO 2016本大会出場が決まる。3位の9か国のうち成績が最も上位の国も予選を通過。残る3位の8か国が2か国ずつ4組に分かれホーム・アンド・アウェーでのプレーオフを行い、勝利した4か国が予選を通過する。なお、このグループは予選9グループの中で唯一、5チームで構成するグループとなっており、各節で試合が組まれていないチームはUEFA EURO 2016の開催国・フランスと親善試合を行う（後述）。
10月14日に行われたセルビア対アルバニア戦は没収試合となった。詳細は当該試合記事を参照。

## 順位表
| チーム     | 試 | 勝 | 分 | 敗 | 得 | 失 | 差 | 点 |
| ---------- | -- | -- | -- | -- | -- | -- | -- | -- |
| ポルトガル | 8  | 7  | 0  | 1  | 11 | 5  | +6 | 21 |
| アルバニア | 8  | 4  | 2  | 2  | 10 | 5  | +5 | 14 |
| デンマーク | 8  | 3  | 3  | 2  | 8  | 5  | +3 | 12 |
| セルビア   | 8  | 2  | 1  | 5  | 8  | 13 | −5 | 4  |
| アルメニア | 8  | 0  | 2  | 6  | 5  | 14 | −9 | 2  |

| チーム  | チーム     | AWAY           | AWAY           | AWAY           | AWAY         | AWAY           |
| チーム  | チーム     | ポルトガルの旗 | アルバニアの旗 | デンマークの旗 | セルビアの旗 | アルメニアの旗 |
| ------- | ---------- | -------------- | -------------- | -------------- | ------------ | -------------- |
| H O M E | ポルトガル | X              | 0 - 1          | 1 - 0          | 2 - 1        | 1 - 0          |
| H O M E | アルバニア | 0 - 1          | X              | 1 - 1          | 0 - 2        | 2 - 1          |
| H O M E | デンマーク | 0 - 1          | 0 - 0          | X              | 2 - 0        | 2 - 1          |
| H O M E | セルビア   | 1 - 2          | 0 - 3          | 1 - 3          | X            | 2 - 0          |
| H O M E | アルメニア | 2 - 3          | 0 - 3          | 0 - 0          | 1 - 1        | X              |

## 競技日程と結果
競技日程は、2014年2月23日に行われた予選組み合わせ抽選会で決定された。
| 2014年9月7日 18:00 (UTC+2) |

| デンマーク                              | 2 - 1    | アルメニア        |
| ホイビュルク 65分 · カーレンベルグ 80分 | レポート | ムヒタリアン 50分 |

| パルケン・スタディオン（コペンハーゲン） 観客数: 20,141人 主審: アレクサンドル・トゥドール |

| 2014年9月7日 19:45 (UTC+1) |

| ポルトガル | 0 - 1    | アルバニア  |
|            | レポート | バライ 52分 |

| エスタディオ・ムニシパル（アヴェイロ） 観客数: 23,205人 主審: ルディ・ブケ |

| 2014年10月11日 21:00 (UTC+5) |

| アルメニア          | 1 - 1    | セルビア      |
| アルズマニャン 73分 | レポート | トシッチ 89分 |

| ハンラペタカン・スタジアム（エレバン） 観客数: 7,500人 主審: トム・ハラルド・ハーゲン |

| 2014年10月11日 20:45 (UTC+2) |

| アルバニア    | 1 - 1    | デンマーク  |
| レニャニ 38分 | レポート | ヴィベ 81分 |

| エルバサン・アレナ（エルバサン） 観客数: 12,800人 主審: カッシャイ・ヴィクトル |

| 2014年10月14日 20:45 (UTC+2) |

| デンマーク | 0 - 1    | ポルトガル      |
|            | レポート | ロナウド 90+5分 |

| パルケン・スタディオン（コペンハーゲン） 観客数: 36,562人 主審: フェリックス・ブリヒ |

| 2014年10月14日 20:45 (UTC+2) |

| セルビア | 0 - 3 没収試合 | アルバニア |
|          | レポート       |            |

| スタディオン・パルチザーナ（ベオグラード） 観客数: 25,200人 主審: マーティン・アトキンソン |

| 2014年11月14日 19:45 (UTC+0) |

| ポルトガル      | 1 - 0    | アルメニア |
| ロナウド 90+5分 | レポート |            |

| エスタディオ・アルガルヴェ（ファロ） 観客数: 21,042人 主審: アナスタシオス・シディロプロス |

| 2014年11月14日 20:45 (UTC+1) |

| セルビア     | 1 - 3    | デンマーク                          |
| トシッチ 4分 | レポート | ベントナー 60分, 85分 · ケアー 62分 |

| スタディオン・パルチザーナ（ベオグラード） 観客数: 0人 主審: ジュネット・チャクル |

| 2015年3月29日 18:00 (UTC+2) |

| アルバニア                | 2 - 1    | アルメニア       |
| マフライ 77分 · ガシ 81分 | レポート | モフシシャン 4分 |

| エルバサン・アレナ（エルバサン） 観客数: 58,430人 主審: ダビド・フェルナンデス・ボルバラン |

| 2015年3月29日 19:45 (UTC+1) |

| ポルトガル                              | 2 - 1    | セルビア        |
| カルヴァーリョ 10分 · コエントラン 63分 | レポート | マティッチ 61分 |

| エスタディオ・ダ・ルス（リスボン） 観客数: 58,430人 主審: ジャンルカ・ロッキ |

| 2015年6月13日 21:00 (UTC+5) |

| アルメニア                      | 2 - 3    | ポルトガル                       |
| ピッゼッリ 14分 · ムコヤン 72分 | レポート | ロナウド 29分 (pen.), 55分, 58分 |

| ハンラペタカン・スタジアム（エレバン） 観客数: 14,527人 主審: セルジュ・ギュミニー |

| 2015年6月13日 20:45 (UTC+2) |

| デンマーク                            | 2 - 0    | セルビア |
| Y.ポウルセン 13分 · J.ポウルセン 87分 | レポート |          |

| パルケン・スタディオン（コペンハーゲン） 観客数: 30,887人 主審: ビョルン・カイペルス |

| 2015年9月4日 20:45 (UTC+2) |

| デンマーク | 0 - 0    | アルバニア |
|            | レポート |            |

| パルケン・スタディオン（コペンハーゲン） 観客数: 35,648人 主審: ウィリアム・コラム |

| 2015年9月4日 20:45 (UTC+2) |

| セルビア                                       | 2 - 0    | アルメニア |
| ハイラペティアン 22分 (o.g.) · リャイッチ 53分 | レポート |            |

| スタディオン・カラジョルジェ（ノヴィ・サド） 観客数: 150人 主審: ミロスラフ・ゼリンカ |

| 2015年9月7日 21:00 (UTC+5) |

| アルメニア | 0 - 0    | デンマーク |
|            | レポート |            |

| ハンラペタカン・スタジアム（エレバン） 観客数: 7,500人 主審: スヴェイン・オッドヴァル・モエン |

| 2015年9月7日 20:45 (UTC+2) |

| アルバニア | 0 - 1    | ポルトガル        |
|            | レポート | ヴェローゾ 90+2分 |

| エルバサン・アレナ（エルバサン） 観客数: 12,121人 主審: ヨナス・エリクソン |

| 2015年10月8日 20:45 (UTC+2) |

| アルバニア | 0 - 2    | セルビア                            |
|            | レポート | コラロヴ 90+1分 · リャイッチ 90+4分 |

| エルバサン・アレナ（エルバサン） 観客数: 12,330人 主審: ニコラ・リッツォーリ |

| 2015年10月8日 19:45 (UTC+1) |

| ポルトガル          | 1 - 0    | デンマーク |
| モウティーニョ 66分 | レポート |            |

| エスタディオ・ムニシパル（ブラガ） 観客数: 29,860人 主審: マーク・クラッテンバーグ |

| 2015年10月11日 21:00 (UTC+5) |

| アルメニア | 0 - 3    | アルバニア                                                    |
|            | レポート | K.ホフハニシアン 9分 (o.g.) · ジムシティ 23分 · サディク 76分 |

| ハンラペタカン・スタジアム（エレバン） 観客数: 4,700人 主審: シモン・マルチニャク |

| 2015年10月11日 18:00 (UTC+2) |

| セルビア      | 1 - 2    | ポルトガル                     |
| トシッチ 65分 | レポート | ナニ 5分 · モウティーニョ 78分 |

| スタディオン・ツルヴェナ・ズヴェズダ（ベオグラード） 観客数: 7,485人 主審: ダビド・フェルナンデス・ボルバラン |

## 一括管理方式の親善試合
開催国のフランスは、5カ国が入るグループIとグループリーグの試合のないチームと親善試合を行う。これらの試合はグループステージの成績に含まれない。
| 2014年9月7日 20:45 (UTC+2) |

| セルビア      | 1 - 1    | フランス    |
| コラロヴ 80分 | レポート | ポグバ 13分 |

| スタディオン・パルチザーナ（ベオグラード） 観客数: 12,000人 主審: ヴォルフガング・スターク |

| 2014年10月11日 20:45 (UTC+2) |

| フランス                   | 2 - 1    | ポルトガル             |
| ベンゼマ 3分 · ポグバ 69分 | レポート | クアレスマ 77分 (pen.) |

| スタッド・ド・フランス（サン＝ドニ） 観客数: 79,000人 主審: シモン・マルチニャク |

| 2014年10月14日 18:00 (UTC+4) |

| アルメニア | 0 - 3    | フランス                                                |
|            | レポート | レミー 7分 · ジニャック 55分 (pen.) · グリーズマン 84分 |

| ハンラペタカン・スタジアム（エレバン） 観客数: 6,000人 主審: コヴァチ・イシュトヴァーン |

| 2014年11月14日 20:45 (UTC+1) |

| フランス          | 1 - 1    | アルバニア    |
| グリーズマン 73分 | レポート | マフライ 40分 |

| スタッド・ドゥ・ラ・ルート・ド・ロリアン（レンヌ） 観客数: 26,000人 主審: ミロスラフ・ゼリンカ |

| 2015年3月29日 20:45 (UTC+2) |

| フランス                      | 2 - 0    | デンマーク |
| ラカゼット 14分 · ジルー 38分 | レポート |            |

| スタッド・ジェフロワ＝ギシャール（サン＝テティエンヌ） 観客数: 35,000人 主審: イヴァン・クルジュリャク |

| 2015年6月13日 20:45 (UTC+2) |

| アルバニア  | 1 - 0    | フランス |
| カチェ 43分 | レポート |          |

| エルバサン・アレナ（エルバサン） 主審: ハリス・ヨズカヒア |

| 2015年9月4日 19:45 (UTC+1) |

| ポルトガル | 0 - 1    | フランス          |
|            | レポート | ヴァルブエナ 85分 |

| エスタディオ・ジョゼ・アルヴァラーデ（リスボン） 観客数: 39,853人 主審: ダニー・マッケリ |

| 2015年9月7日 20:45 (UTC+2) |

| フランス               | 2 - 1    | セルビア            |
| マテュイディ 9分, 25分 | レポート | ミトロヴィッチ 39分 |

| ヌーヴォ・スタッド・ド・ボルドー（ボルドー） 観客数: 42,000人 主審: アルトゥール・ディアス |

| 2015年10月8日 20:45 (UTC+2) |

| フランス                                                  | 4 - 0    | アルメニア |
| グリーズマン 35分 · キャバイェ 55分 · ベンゼマ 78分, 79分 | レポート |            |

| アリアンツ・リヴィエラ（ニース） 観客数: 32,136人 主審: スラヴコ・ヴィンツィッチ |

| 2015年10月11日 20:45 (UTC+2) |

| デンマーク              | 1 - 2    | フランス        |
| スヴィアチェンコ 90+1分 | レポート | ジルー 4分, 6分 |

| パルケン・スタディオン（コペンハーゲン） 観客数: 18,145人 主審: ヨナス・エリクソン |

## ノート
1. 1 2 3  セルビアは対アルバニア戦の罰則として勝ち点が3剥奪され、2試合を無観客試合として開催した。
2. 1 2 3 4  アルバニアは、ティラナのスタディウミ・ケマル・スタファが改修工事を予定しているため、エルバサンのエルバサン・アレナで全てのホーム戦を実施した。